# Francisco Lima Soares
Francisco Lima Soares (* 21. November 1964 in Araguatins, Tocantins, Brasilien) ist ein brasilianischer Geistlicher und römisch-katholischer Bischof von Carolina.

## Leben
Francisco Lima Soares empfing am 15. Juli 1990 das Sakrament der Priesterweihe.
Am 19. September 2018 ernannte ihn Papst Franziskus zum Bischof von Carolina. Der Bischof von Imperatriz, Vilson Basso SCJ, spendete ihm am 21. November desselben Jahres die Bischofsweihe; Mitkonsekratoren waren der Bischof von Crato, Gilberto Pastana de Oliveira, und der Bischof von Caxias do Maranhão, Sebastião Lima Duarte.